# 琉球盤孔喉盤魚
盤孔喉盤魚（學名：Discotrema crinophilum），為輻鰭魚綱鱸形目喉盤魚科的其中一種。

## 分布
本魚分布於西太平洋區，包括臺灣、琉球群島、澳洲、聖誕島、帛琉、新喀里多尼亞、斐濟等海域。

## 深度
水深8至20公尺。

## 特徵
本魚體延長，略呈圓柱形。體無鱗片，腹鰭特化為吸盤狀，背鰭、臀鰭和尾鰭不相連，吻突出，眼大。體呈褐色或黑色，具有3條白色縱帶，背部有時會密布白點，體長可達5公分。

## 生態
本魚棲息在海百合觸手間，以求保護，屬肉食性，以浮游動物為主食。

## 經濟利用
為觀賞魚。